# Leon Stanisław Bonk
Leon Stanisław Bonk (ur. 1 listopada 1919 w Warszawie, zm. 13 lipca 1943) – sierżant radiooperator/strzelec Polskich Sił Powietrznych.

## Życiorys
Po wstąpieniu do Polskich Sił Powietrznych w Wielkiej Brytanii początkowo służył w 304 dywizjonie bombowym „Ziemi Śląskiej im. Ks. Józefa Poniatowskiego”, w którym został odznaczony Orderem Virtuti Militari. W połowie grudnia 1942 roku został przeniesiony do 6 OTU (Operational Training Unit) RAF w Thornaby on Tees w North Yorkshire jako instruktor.
Po paru miesiącach Stanisław Bonk został przydzielony do 301 dywizjonu bombowego „Ziemi Pomorskiej” jako radiooperator/strzelec. 13 lipca 1943 roku załoga w składzie:
- por. pil. Ceszary Lewicki P-0968
- por. pil. Julian Morawski	P-1096
- plut.pil. Joński Edward P-782677
- plut. strz. Edmund Rusiński P-783974
- kpr. strz. sam. Nawrot Jan P-781688
- sierż. Konrad Józef Tomaszewski P-784540

została skierowana do zadań specjalnych, polegających na dokonywaniu zrzutów zaopatrzenia dla francuskiego ruch oporu w ramach operacji „Operation Roach 94/92". W czasie wykonywania zadania samolot Halifax Mk II nr JD155 został zestrzelony nad Chateau de Lillebec w pobliżu St. Paul-sur-Risle na terytorium Francji. Cała załoga zginęła. Stanisław Leon Bonk został pochowany w grobie zbiorowym na cmentarzu w Pont-Audemer.